# XVIe siècle en musique
| \| • Retour à la chronologie générale de la musique populaire • \| |
| XXIe siècle • XXe siècle • XIXe siècle • XVIIIe siècle XVIIe siècle • XVIe siècle • XVe siècle • XIVe siècle XIIIe siècle • XIIe siècle • XIe siècle • Xe siècle IXe siècle • VIIIe siècle • Haut Moyen Âge • Rome • Grèce |
| • Retour à la chronologie générale de la musique populaire • |

| • Retour à la chronologie générale de la musique populaire • |

| Années de la musique populaire : 1497 - 1498 - 1499 - 1500 - 1501 - 1502 - 1503    |
| Décennies de la musique populaire : 1470 - 1480 - 1490 - 1500 - 1510 - 1520 - 1530 |

## Décès
- 27 août 1521 : Josquin des Prés (né vers 1450)